# Девід Патрік Келлі
Девід Патрік Келлі (англ. David Patrick Kelly; нар. 23 січня 1951) — американський актор і музикант. Відомий ролями другого плану у таких фільмах як «Воїни» 1979 року, «48 годин» (1982), «Командо» (1985), Твін Пікс (1990) та «Ворон» (1994).

## Біографія
Народився 1951 року у Детройті у сім'ї ірландського походження. Під час навчання у Детройському університеті Мерсі написав музику до чотирьох мюзиклів.
У кінематографі дебютував у 1979 році в культовому фільмі «Воїни», де виконав головну негативну роль. Потім були другорядні ролі в інших відомих фільмах — «Командо» з Арнольдом Шварцнеггером, «Ворон» з Брендоном Лі, «Герой-одинак» з Брюсом Віллісом і багато інших. Крім цього знімався у другорядній ролі Джеррі Горна в серіалі «Твін Пікс», що принесла йому популярність. Також часто з'являвся у фільмах Спайка Лі.

## Фільмографія

### Фільми
| Рік  | Українська назва                         | Оригінальна назва                  | Роль                     | Примітки        |
| ---- | ---------------------------------------- | ---------------------------------- | ------------------------ | --------------- |
| 1979 | Воїни                                    | The Warriors                       | Лютер                    |                 |
| 1982 | Хеммет                                   | Hammett                            | панк                     |                 |
| 1982 | 48 годин                                 | 48 Hrs.                            | Лютер                    |                 |
| 1984 | Пейзаж мрій                              | Dreamscape                         | Томмі Рей Глетмен        |                 |
| 1985 | Командо                                  | Commando                           | Саллі                    |                 |
| 1987 |                                          | The Misfit Brigade                 | легіонер                 |                 |
| 1988 |                                          | Cheap Shots                        | Арнольд Поснер           |                 |
| 1989 | Пенн і Теллер: Зроби так, щоб тебе вбили | Penn & Teller Get Killed           | фан                      |                 |
| 1990 | Дикі серцем                              | Wild at Heart                      | Дропшедоу                |                 |
| 1990 | Пригоди Форда Ферлейна                   | The Adventures of Ford Fairlane    | Сем                      |                 |
| 1992 | Малкольм Ікс                             | Malcolm X                          | містер Островський       |                 |
| 1993 | Руйнівник                                | Demolition Man                     | Леон                     |                 |
| 1993 |                                          | Exterior Night                     | Біфф                     | короткометражка |
| 1994 | Круклін                                  | Crooklyn                           | Тоні Ейс / Джим          |                 |
| 1994 | Ворон                                    | The Crow                           | Т-Берд                   |                 |
| 1995 | Важкий                                   | Heavy                              | Grey Man in the Hospital |                 |
| 1995 | Товариство «Кафе»                        | Cafe Society                       | Роланд Сала              |                 |
| 1996 | Біда біду тягне                          | Flirting with Disaster             | Фріц Бодро               |                 |
| 1996 | Похорон                                  | The Funeral                        | Майкл Штейн              |                 |
| 1996 | Герой-одинак                             | Last Man Standing                  | Дойл                     |                 |
| 1997 | Троянська штучка                         | Trojan War                         | Багмен                   |                 |
| 1999 |                                          | In Too Deep                        | Рік Скотт                |                 |
| 2000 |                                          | Songcatcher                        | Ерл Гідденс              |                 |
| 2001 | Планета Ка-ПЕКС                          | K-PAX                              | Гові                     |                 |
| 2002 |                                          | Personal Velocity: Three Portraits | Пітер                    |                 |
| 2003 |                                          | Justice                            | Марті                    |                 |
| 2005 | Все або нічого                           | The Longest Yard                   | Унгер                    |                 |
| 2006 | Прапори наших батьків                    | Flags of Our Fathers               | президент Гаррі Трумен   |                 |
| 2007 | Садівник Едему                           | Gardener of Eden                   | Па Гарріс                |                 |
| 2014 | Джон Вік                                 | John Wick                          | Чарлі                    |                 |
| 2015 | Чірак                                    | Chi-Raq                            | генерал Кінг Конг        |                 |
| 2016 |                                          | To Keep the Light                  | Brackett                 |                 |
| 2017 | Джон Вік 2                               | John Wick: Chapter 2               | Чарлі                    |                 |
| 2018 |                                          | O.G.                               | Ларрі                    |                 |
| 2019 | Ветерани Іноземних Війн                  | VFW                                | Даг Маккарті             |                 |

### Телебачення
| Рік       | Українська назва                     | Оригінальна назва                 | Роль                    | Примітки                                        |
| --------- | ------------------------------------ | --------------------------------- | ----------------------- | ----------------------------------------------- |
| 1979      |                                      | Sanctuary of Fear                 | Audience Member         | телефільм                                       |
| 1982      |                                      | American Playhouse                | Copyboy                 | серія: «Working»                                |
| 1984      | Байки з Дарксайду                    | Tales from the Darkside           | Річард Голл             | серія: «Slippage»                               |
| 1985      | Поліція Маямі                        | Miami Vice                        | Джеррі                  | серія: «The Home Invaders»                      |
| 1985      | Детективне агентство «Місячне сяйво» | Moonlighting                      | Макбрайд                | серія: «Somewhere Under the Rainbow»            |
| 1985      | Наша сімейна честь                   | Our Family Honor                  | Террі Юров              | серія: «The Casino»                             |
| 1987      | Спенсер: Для прокату                 | Spenser: For Hire                 | Кевін Гарлі / Нед Ллойд | 2 серії                                         |
| 1988      |                                      | ABC Afterschool Special           |                         | серія: «Date Rape»                              |
| 1989      |                                      | CBS Summer Playhouse              | Ленглі                  | серія: «B-Men»                                  |
| 1990–1991 | Твін Пікс                            | Twin Peaks                        | Джеррі Горн             | 9 серій                                         |
| 1993      |                                      | Ghostwriter                       | Double-T                | 5 серій                                         |
| 1998      | Без розуму від тебе                  | Mad About You                     | Cabbie with Chicken     | серія: «Season Opener»                          |
| 2002      |                                      | Hack                              | Eddie O'Daniel          | серія: «Favors»                                 |
| 2005      | Третя зміна                          | Third Watch                       | Денні Макгован          | серія: «Forever Blue»                           |
| 2007      | Викрадений                           | Kidnapped                         | Курсо                   | серія: «Acknowledgement»                        |
| 2008      | Закон і порядок                      | Law & Order                       | Джош Перлберг           | серія: «Political Animal»                       |
| 2008      | Закон і порядок: Злочинний намір     | Law & Order: Criminal Intent      | Бо Леві                 | серія: «Reunion»                                |
| 2008–2011 | Пліткарка                            | Gossip Girl                       | Ноа Шапіро              | 3 серії                                         |
| 2010      | Луї                                  | Louie                             | терапевт                | 2 серії                                         |
| 2010      |                                      | Madso's War                       | Денні Дрісколл          | телефільм                                       |
| 2011      | Закон і порядок: Спеціальний корпус  | Law & Order: Special Victims Unit | Орвіл Ундервуд          | серія: «Possessed»                              |
| 2011      | Смертельно нудьгуючий                | Bored to Death                    | Джеррі                  | серія: «Nothing I Can't Handle by Running Away» |
| 2015      | Блакитна кров                        | Blue Bloods                       | Дональд Беррі           | серія: «Bad Company»                            |
| 2015      | Чорний список                        | The Blacklist                     | Генріх Герст            | 4 серії                                         |
| 2016      | Нагодуй звіра                        | Feed the Beast                    | Зіггі Войчик            | 8 серій                                         |
| 2017      | Твін Пікс: Повернення                | Twin Peaks: The Return            | Джеррі Горн             | 7 серій                                         |

### Відеоігри
| Рік  | Назва  | Роль            | Примітки |
| ---- | ------ | --------------- | -------- |
| 1996 | Ripper | Джой Фалконетті |          |